# Walter von Mortagne
Walter von Mortagne (lat. Gualterius de Mauritania; * vor 1100 in Mortagne; † 16. Juli 1174) war Lehrer der Theologie und Philosophie in Reims und Laon sowie Bischof von Laon.

## Leben
Walter von Mortagne wurde vor 1100 in Mortagne, dem heutigen Mortagne-du-Nord, in Flandern als Spross der dortigen Herrenfamilie geboren.
Walters Vater hieß wie er, seine Mutter Perona. Er hatte vier Brüder, die z. T. eine geistliche Laufbahn einschlugen.
Nach einem ersten Studium in der Schule von Tournai wandte sich Walter nach Reims, wo er sich alsbald mit dem Leiter der Domschule, Archidiakon Alberich, der später Erzbischof von Bourges wurde, überwarf. Als Walter dessen Ruhm zu überstrahlen begann und eine eigene Schule beim Kloster Saint-Remi einrichtete, wurde er von diesem aus Reims vertrieben. Er wechselte daraufhin mit einer Schar ihm treu ergebener Schüler um 1120 ins benachbarte Laon, wo er Dialektik und Theologie lehrte. Mit dem Tod Anselms von Laon war damals der Ruhm der Schule von Laon, wohl der bedeutendsten theologischen Schule zu Beginn des 12. Jahrhunderts, an der unter anderen Wilhelm von Champeaux, Alberich von Reims und vorübergehend auch Abaelard und Gilbert de la Porrée ihre theologische Ausbildung erhalten hatten, verblasst. Walter bemühte sich um eine Reaktivierung.
Ob Walter zwischen 1136 und 1148 auch einer Lehrtätigkeit auf dem Genovefaberg in Paris nachging, ist ungewiss. Dasselbe gilt für eine Anwesenheit auf dem Konzil von Reims im Jahr 1148, auf den Gilbert de la Porrée verurteilt wurde.
Um 1150 hatte Walter ein Kanonikat an der Kirche von Antoing inne. Als die Kanoniker von Antiong in einer Streitsache an Papst Eugen III. appellierten, war Walter von Mortagne ihr Wortführer und Sachwalter. Als solcher scheint er auch eine Reise an die Kurie unternommen zu haben. Um dieselbe Zeit bekleidete Walter das Amt eines Dekans am Dom von Laon, zwischen 1142 und 1155.
Im Jahr 1155 wurde der hochgeachtete Wissenschaftler als Nachfolger des Bischofs Walter von Saint-Maurice (1151–1155), der aus dem Prämonstratenserorden stammte, zum Bischof von Laon gewählt. Unter seiner Ägide entstand die Kathedrale, die zügig erbaut wurde und heute zu den stilreinsten Kirchbauten der Frühgotik in Frankreich zählt. Walter nahm an vielen Synoden teil, errichtete Kirchen und Klöster und schlichtete viele Konflikte. Mitunter trat er dabei auch in Kontakt mit dem Heiligen Stuhl und dem Königshaus.
Mit seiner Heimat Tournai blieb Walter zeitlebens in enger Verbindung. In einem Bericht über die Gründung des Klosters Saint-Nicolas-des-Prés wird Bischof Walter zu den besonderen Wohltätern der neuen Gründung gezählt, dem Kapitel von Tournai übergab er im Jahr vor seinem Tode alle seine Leibeigenen, an der Kathedralkirche stiftete er ein Jahresgedächtnis.
Walter musste schließlich wegen Gebrechlichkeit auf seinen Bischofsstuhl verzichten. An seiner Stelle trat ein Neffe gleichen Namens, der zuvor Schatzmeister an der Kathedrale von Laon gewesen war. Walter wollte sich diese Wahl am Heiligen Stuhl bestätigen lassen, da ereilte ihn auf der Rückreise der Tod.
Bischof Walter von Mortagne verstarb am 16. Juli 1174, er wurde in Laon in der Kirche Saint-Martin in allen Ehren bestattet.

## Wirkung
Im Universalienstreit bezog Walter nach Johann von Salisbury den Standpunkt des so genannten Indifferentismus. Seiner Auffassung nach ist das Universale in sich indifferent, wird aber als prädikative Ergänzung eines Subjekts durch Einnehmen verschiedener status determiniert. Sokrates sei demnach als Individuum eine species, nämlich Mensch, oder ein genus, nämlich Lebewesen – je nach dem jeweiligen status oder Gesichtspunkt, den man sich zu eigen macht. Die Signifikanz dieser Lehre liegt darin, dass sie alles real Existierende einer individuellen Existenz zuschreibt und alles Universelle – species oder genus – einem Gedankenprodukt. Damit wandte sich Walter von Mortagne gegen den übertriebenen Realismus eines Wilhelm von Champeaux und war Wegbereiter für den gemäßigten Realismus des 13. Jahrhunderts.

## Werk
Trotz seiner langjährigen wissenschaftlichen Tätigkeit sind nur wenige Schriften Walters von Mortagne überliefert:
- Traktat De Trinitate
- Traktat De Conjugio
- 10 Briefe theologischen Inhalts
- Kommentar zur Isagoge des Porphyrius (Autorenschaft wahrscheinlich, aber nicht gesichert)